# Eucrosia dodsonii
Eucrosia dodsonii är en amaryllisväxtart som beskrevs av Alan W. Meerow och Bijan Dehgan. Eucrosia dodsonii ingår i släktet Eucrosia och familjen amaryllisväxter. IUCN kategoriserar arten globalt som sårbar.
Artens utbredningsområde är Ecuador. Inga underarter finns listade i Catalogue of Life.